# Giuseppe Valerga
Mons. Giuseppe Valerga (9. dubna 1813, Loano – 2. prosince 1872, Jeruzalém) byl italský římskokatolický biskup, který byl prvním patriarchou obnoveného Latinského patriarchátu jeruzalémského.